# شهرستان‌های بلژیک

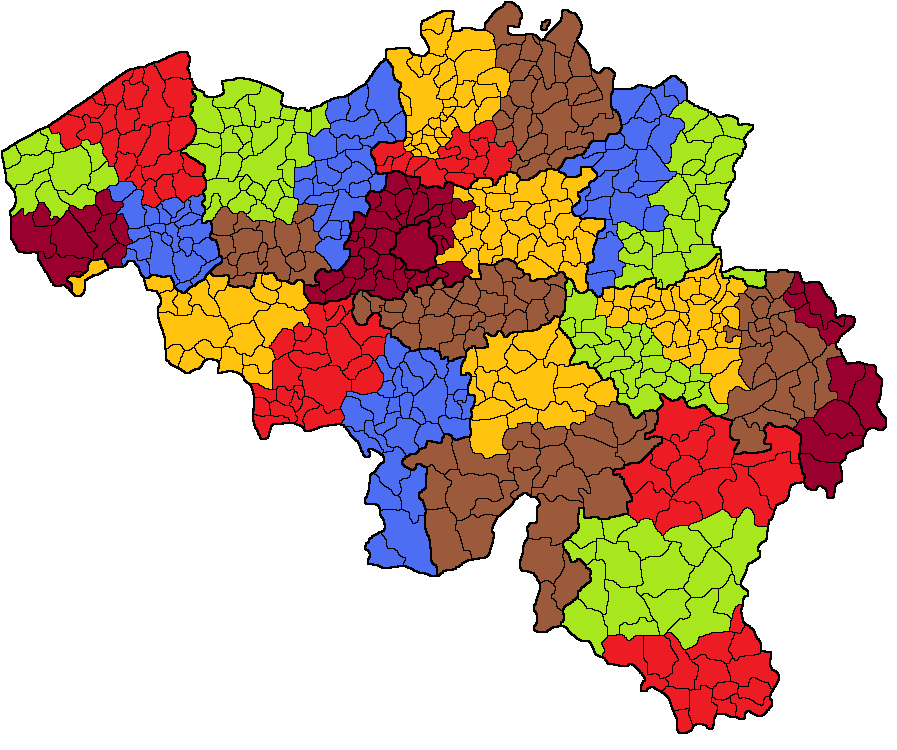

1. شهرستان ات
2. شهرستان ارلن
3. شهرستان اسلت
4. شهرستان اکلو
5. شهرستان الست
6. شهرستان اودنرد
7. شهرستان اوستان
8. شهرستان اویی
9. شهرستان ایپر
10. شهرستان آنتوئر
11. شهرستان بروژ
12. شهرستان بروسل
13. شهرستان بستونی
14. شهرستان تنژران
15. شهرستان تورنو
16. شهرستان تورنه
17. شهرستان توئن
18. شهرستان تیئلت
19. شهرستان داندرموند
20. شهرستان دیکسمویید
21. شهرستان دینان
22. شهرستان رئزلر
23. شهرستان سن‌نیکلا
24. شهرستان سوئنیه
25. شهرستان شرلروآ
26. شهرستان فیلیپ‌ویل
27. شهرستان کورتریک
28. شهرستان گان
29. شهرستان لیژ
30. شهرستان مرش‌آن‌فمن
31. شهرستان مزک
32. شهرستان مشلان
33. شهرستان من
34. شهرستان موزکرون
35. شهرستان نمور
36. شهرستان نوفشتو
37. شهرستان ورم
38. شهرستان نیول
39. شهرستان ورن
40. شهرستان ورویه
41. شهرستان ویرتن
42. ناحیه اداری ال-ویلوورد
43. ناحیه اداری لوان